# Зейтин-Кош
Зе́йтин-Ко́ш (укр. Зейтін-Кош, крымскотат. Zeytin Qoş, Зейтин Къош) — горная вершина в Крыму, третья по высоте точка Крымских гор. Располагается в южной части Бабуган-Яйлы. Высота вершины составляет 1537 метров над уровнем моря.
Вершина представляет собой конусовидное возвышение; северные и западные её склоны пологие, с южной и восточной стороны склоны более крутые и имеют скальные уступы. Гора сложена известняками, покрыта травянистой растительностью.
Название горы имеет крымскотатарское происхождение и означает в буквальном переводе «оливковый кош» (zeytün или на южнобережном диалекте zeytin — «оливка, маслина»; qoş — «кошара, загон для овец»).
Вершина располагается на территории Крымского природного заповедника, поэтому её посещение официально запрещено без разрешения, оформляемого в управлении заповедника. Тем не менее, гора является довольно часто посещаемым туристическим объектом Крыма. Наиболее часто используемыми путями для достижения вершины являются тропы из посёлка Краснокаменка (т. н. «Артековская тропа», выводящая к западной части Бабуган-яйлы через перевал Гурзуфское седло); тропа Талма-Богаз, ведущая из посёлка Малый Маяк; а также тропа через село Запрудное.

## Галерея изображений

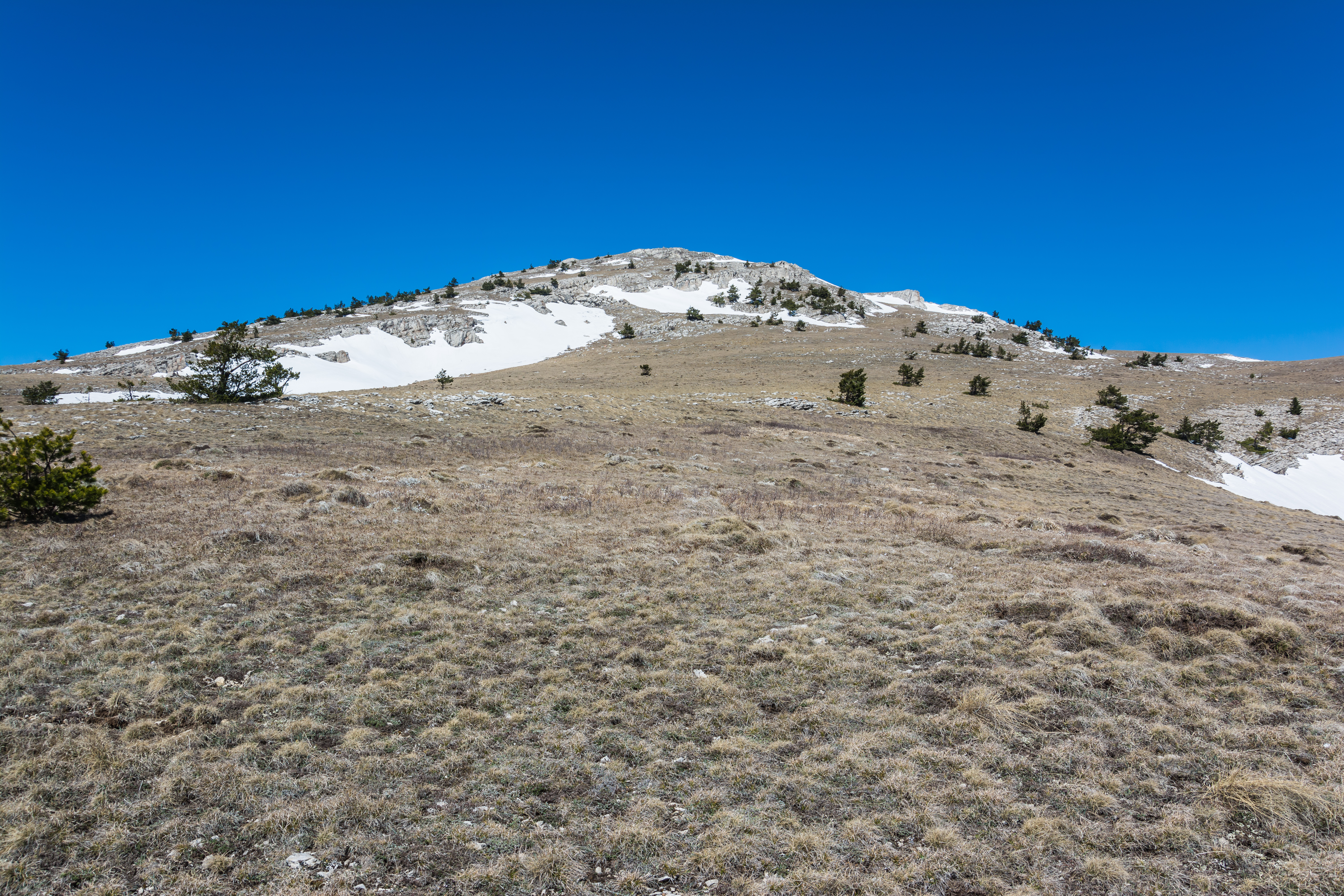
Вид на Зейтин-Кош с юга.
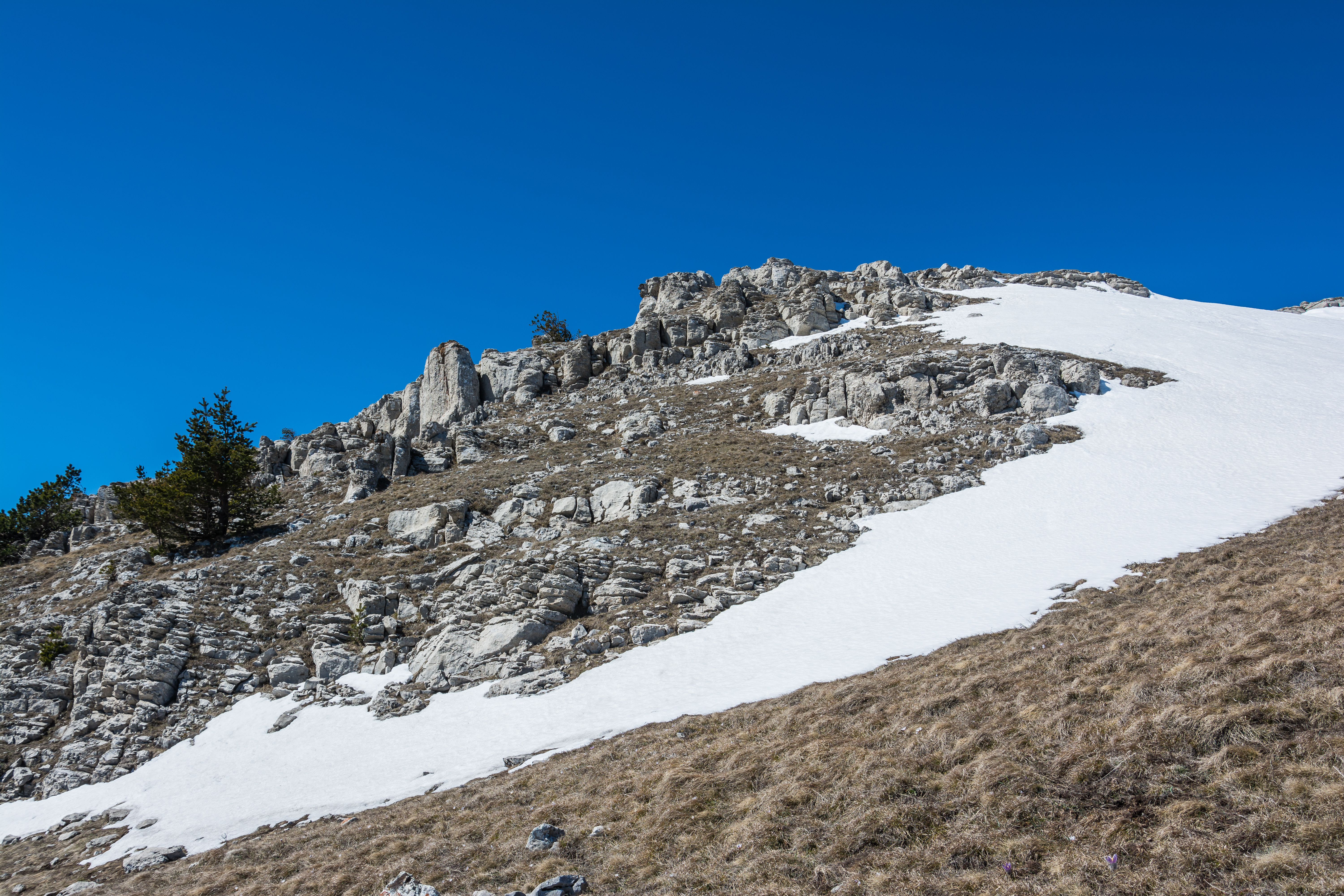
Юго-восточные склоны Зейтин-Коша.
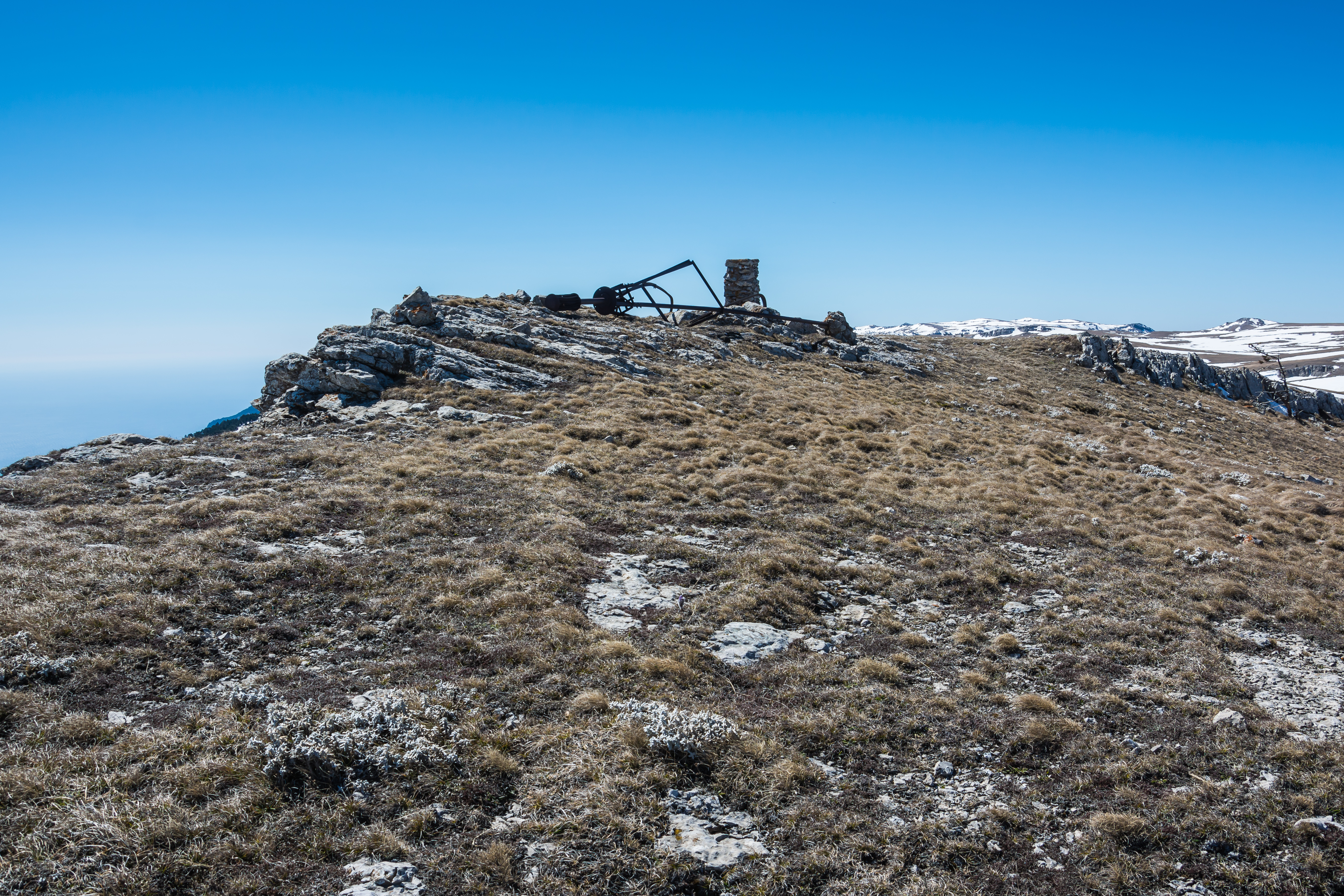
Вид на вершину с востока.
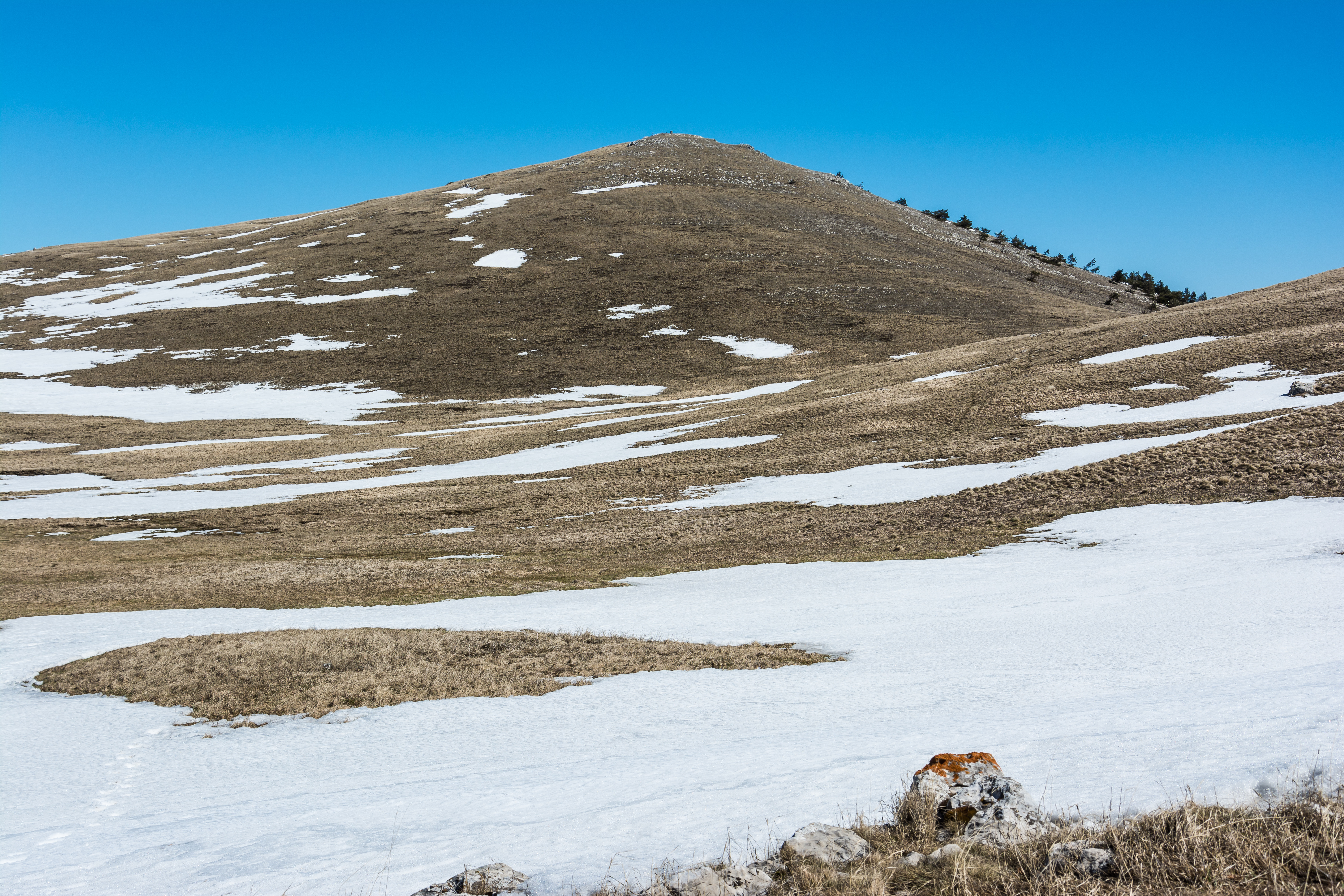
Вид на Зейтин-Кош с запада.
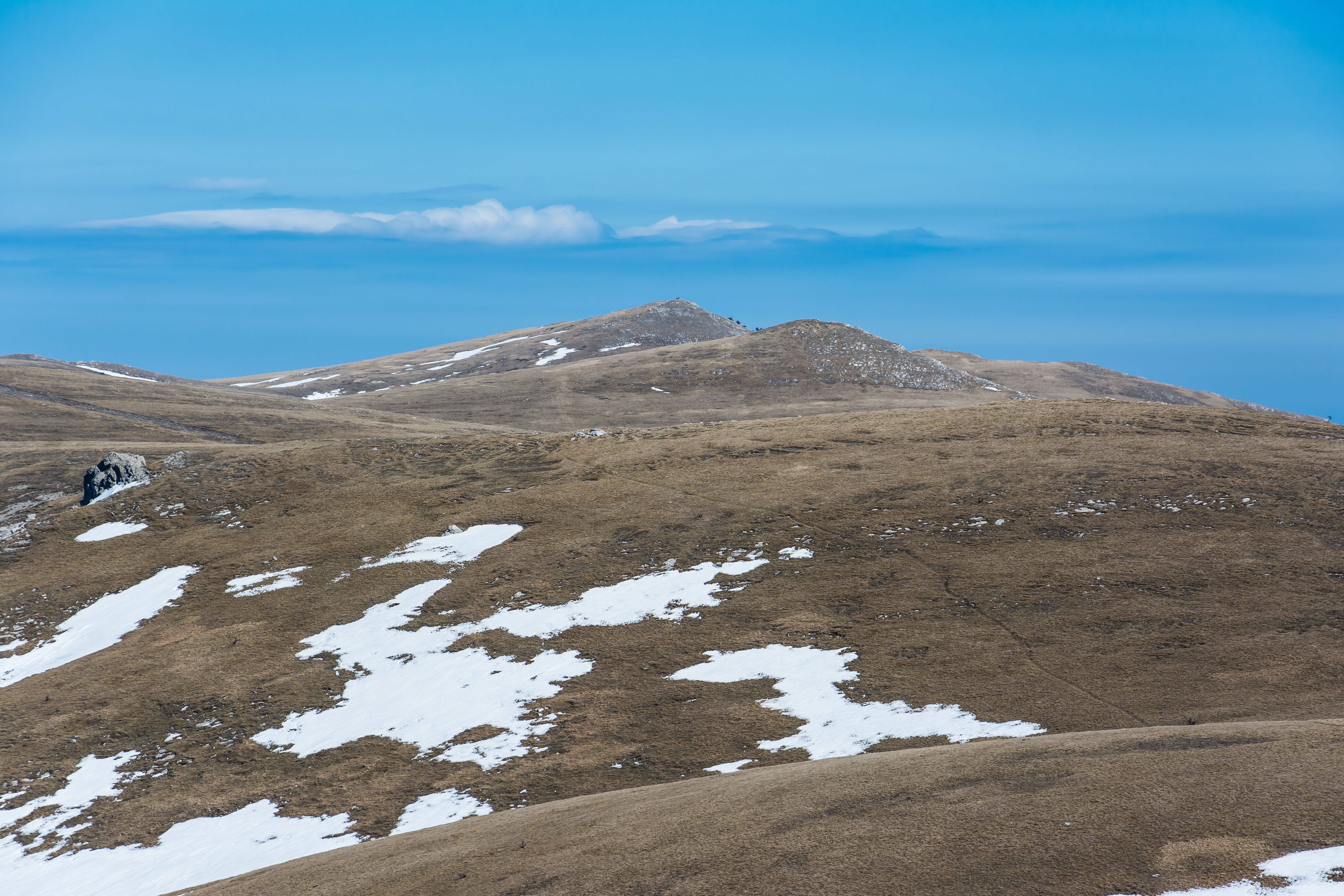
Вид на Бабуган-яйлу и Зейтин-Кош (далёкая конусовидная вершина) с Роман-Коша.